# Garry Witts
Garrett David Garry Witts (Elizabeth, Nueva Jersey, 3 de julio de 1959) es un exjugador de baloncesto estadounidense que jugó una temporada en la NBA. Con 2,01 metros de estatura, jugaba en la posición de escolta.

## Trayectoria deportiva

### Universidad
Jugó durante cuatro temporadas con los Crusaders del College of the Holy Cross, en las que promedió 12,1 puntos y 4,8 rebotes por partido.

### Profesional
Fue elegido en el puesto 103 del Draft de la NBA de 1981 por Washington Bullets, con los que jugó una temporada, en la que promedió 2,9 puntos y 1,3 rebotes por partido. Tras ser despedido antes del inicio de la siguiente temporada, dejó el baloncesto profesional.

## Estadísticas de su carrera en la NBA

### Temporada regular
| Temporada | Edad | Equipo             | Liga | P  | TIT | MIN  | TC  | TCA | %TC  | 3P  | 3PA | %3P  | TL  | TLA | %TL  | R.OF. | R.DEF. | REB | ASIS | ROB | TAP | PER | FP  | PTS |
| 1981-82   | 22   | Washington Bullets | NBA  | 46 | 0   | 10.7 | 1.1 | 1.8 | .583 | 0.0 | 0.0 | .500 | 0.7 | 0.9 | .825 | 0.6   | 0.7    | 1.3 | 0.8  | 0.4 | 0.1 | 0.8 | 1.6 | 2.9 |
| Total     |      |                    | NBA  | 46 | 0   | 10.7 | 1.1 | 1.8 | .583 | 0.0 | 0.0 | .500 | 0.7 | 0.9 | .825 | 0.6   | 0.7    | 1.3 | 0.8  | 0.4 | 0.1 | 0.8 | 1.6 | 2.9 |